# Angatia brasiliensis
Angatia brasiliensis är en svampart som beskrevs av J.L. Bezerra & Arx 1963. Angatia brasiliensis ingår i släktet Angatia och familjen Saccardiaceae.   Inga underarter finns listade i Catalogue of Life.